# Schreckenberger

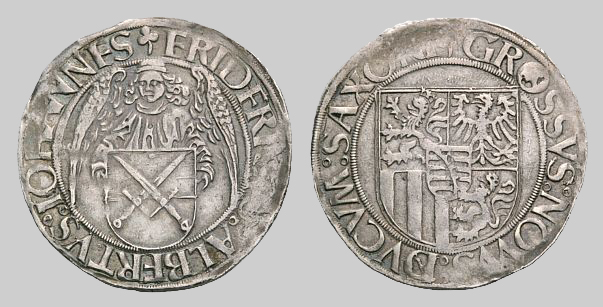
Kurfürst Friedrich III. mit seinem Bruder Johann und mit Herzog Albrecht (1486–1500), Schreckenberger o. J. (1498/1499), Mmz. Kleeblatt, Münzmeister Augustin Horn, Münzstätte Annaberg

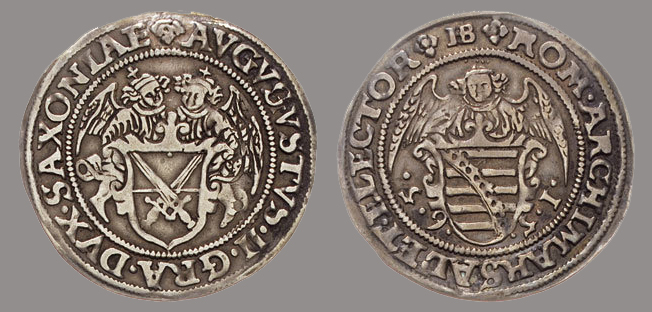
Kurfürst August von Sachsen, Dresdner Schreckenberger 1565, Mmz. HB, Münzmeister Hans Biener

Ernestinischer Schreckenberger, Alleinprägung Johann Friedrichs II. von Sachsen von 1560, Münzstätte Saalfeld

Der Schreckenberger ist eine Silbermünze, die von 1498 bis 1571 geprägt wurde. Die Herstellung der Großgroschen erfolgte in den Münzstätten Annaberg, Buchholz, Zwickau, Freiberg, Leipzig, Dresden und Saalfeld.

## Geschichte
1491 wurde am Schreckenberg ein reiches Silbererzvorkommen entdeckt. Fünf Jahre später wurde die „Neustadt am Schreckenberg“, das spätere St. Annaberg, als geplante Stadtanlage gegründet. 1498 wurde der jungen Bergstadt das Recht zur Münzprägung verliehen. Daraufhin wurde eine Münzstätte im Sehmatal eingerichtet, die allerdings bereits 1502 nach Annaberg verlegt wurde.
Bei den in Annaberg geprägten Münzen handelt es sich um Silbermünzen mit einem Gewicht von ca. 4,5 g bei einem Feingehalt von 93,3 % (933/1000 fein). Ab 1558 wurden etwa 5 g schwere Münzen mit einem Feingehalt von 90,8 % (908/1000 fein) geprägt. Der Name der Stücke ist vom Schreckenberg abgeleitet, aus dessen Silber die Münzen zu Beginn der Prägezeit gemünzt wurden. Auf der Vorderseite ist ein Engel abgebildet, der den sächsischen Kurschild mit den gekreuzten Schwertern hält. Deshalb wurden die Münzen auch als Engelgroschen bezeichnet. Im Volksmund hielt sich auch die Bezeichnung Mühlstein, da sich die Münzstätte anfangs vielleicht in der Frohnauer Obermühle befand. Das Wappen der sächsischen Herzöge befindet sich auf der Rückseite.

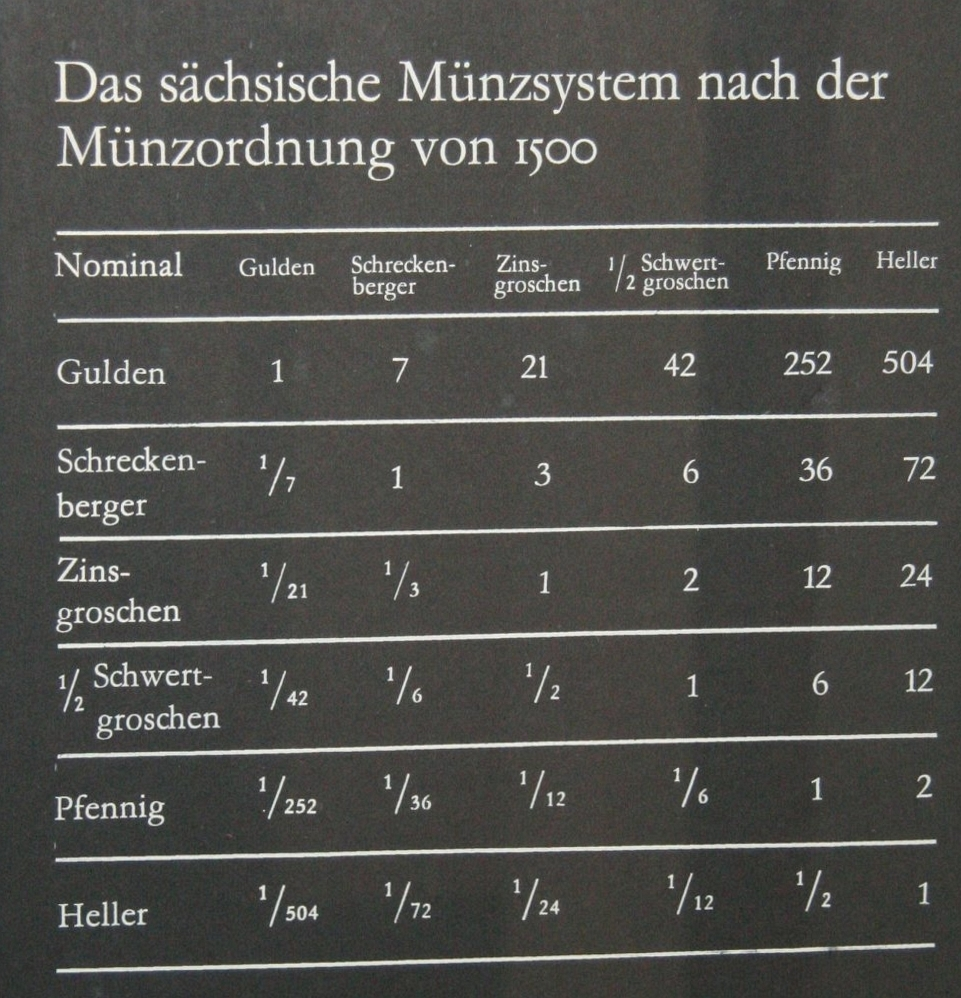
Abbildung des Sächsischen Münzsystemes nach der Münzordnung von 1500 im Adam-Ries-Museum Annaberg-Buchholz

Die Schreckenberger hatten aufgrund ihres Feingehalts einen hohen Wert. Daher stammt auch der Ausspruch: Bist ein reicher Annaberger, hast den Sack voll Schreckenberger. Die Münze hatte zu Beginn der Prägung einen Wert von drei Zinsgroschen (= 36 Pfennige). Sieben Schreckenberger hatten einen Nominalwert von einem Goldgulden bzw. ab 1500 von einem Taler (damals noch Guldengroschen und Gulden genannt). Die Prägung der Schreckenberger wurde 1571 eingestellt.
Während der Kipper- und Wipperzeit wurden in Sachsen und anderen deutschen Landen eine ähnliche Münze gleichen Namens geprägt. In Thüringen wurden in der Münzstätte Gotha und in der Münzstätte Weimar unter anderem auch ein Dreibätzner zu einem Schreckenberger geprägt. Sie hatte einen Nominalwert von vier Groschen (= 12 Kreuzer). Der Feingehalt lag aber bei nur 37 % (370/1000 fein) bzw. noch niedriger. Die mit einem unter dem Nennwert liegenden Silbergehalt massenhaft hergestellten Münzen begünstigten die Inflation während des Dreißigjährigen Krieges. Die auch als Kipper-Schreckenberger bezeichnete Münze wurde so zum Sinnbild und Inbegriff für eine schlechte und minderwertige Münze.